# Fürstenberg
El comtat de Fürstenberg fou una jurisdicció feudal d'Alemanya sorgida el 1236 i originada llegendàriament al començament del segle ix, amb un comte anomenat Unroch, suposat parent de Carlemany, que governava després del 800 a Urach. Els comtes d'Urach (en concret Egin IV) van heretar els dominis dels ducs Zahringen als districte de Baar a la Selva Negra el 1218 i Egin IV hi va construir el castell de Fürstenberg.
- Egin I vers 1100
- Egin II vers 1136-?
- Egin III vers > 1150
- Egin IV el Barbut vers 1218
- Egin V 1230-1236

Egin V va morir el 1236 i va deixar diversos fills, un dels quals Enric (+1284) va fundar la línia de Fürstenberg, i un altre, Conrad, la línia de Friburg (Friburg de Brisgòvia). Dels altres, Egin V, Rudolf, i Berthold va continuar la línia d'Urach; Egin V va morir el 1236 i el va succeir el seu fill Berthold III. Aquesta línia es va extingir el 1260 passant a la línia de Friburg. Aquesta darrera es va dividir el 1387 en Friburg i Brisgau; la darrera va passar a Baden el 1404; la primera a Baden-Saufenberg el 1457 i finalment a Àustria el 1503.
La branca de Fürstenberg es va dividir a la mort d'Enric entre el seu fill Frederic I (Fürstenberg branca jove), i un altre fill, Egin III, que va rebre Dillingen. La línia Dillingen es va extingir amb Joan IV el 1386.
- 1250 Füstenberg
  - 1408 Fürstenberg-Fürstenberg
    - 1441 Fürstenberg-Baar
      - 1559 Fürstenberg-Blomberg 
        - 1599 Fürstenberg-Kinzigthaler (Fürstenberg-Blomberg)
          - 1614 Fürstenberg-Motzkirch, extinta 1744 (a Fürstenberg-Fürstenberg)
          - 1614 Fürstenberg-Stuhlingen, 
            - 1704 Fürstenberg-Fürstenberg
              - 1762 Fürstenberg-Fürstenberg, extinta el 1804 (a Purglitz)
              - 1762 Fürstenberg-Purglitz, prínceps de Fürstenberg el 1804, sobirania mediatitzada el 1806

            - 1704 Fürstenberg-Weitra

        - 1599 Fürstenberg-Mohringen, extinta 1641 (a Motzkirch i Stuhlingen)

      - 1559 Fürstenberg-Heiligenberg
        - 1617 Fürstenberg-Heiligenberg, extinta el 1716 (a Motzkirch)
        - 1617 Fürstenberg-Donauchingen, extinta el 1698 (a Motzkirch i Stuhlingen)

    - 1441 Fürstenberg-Geisingen, extinta el 1483 (passa a Baar)

  - 1408 Fürstenberg-Wolfach, extinta el 1490 (passa a Baar)

La linea Baar es va extingir amb Frederic III, la dona del qual, Anna, era l'hereva del darrer comte de Wardenberg, i va aportar el territori de Heiligenberg amb títol comtal, i les senyories de Jungnau i Trochtelfingen el 1534.
La branca de Heiligenberg va rebre el títol de prínceps de l'Imperi el 1664, però es va extingir el 1719 i la dignitat de príncep va passar a Motzkirch i a la branca de Stuhlingen que s'havia dividit el 1704 en Fürstenberg-Fürstenberg (el comte fou creat príncep de l'Imperi el 10 de desembre de 1716) i Fürstenberg-Weitra.
El 1744 la línia Motzkirch es va extingir i l'herència es va dividir entre les dues branques: la sobirana de Fürstenberg-Fürstenberg (amb títol comtal i prínceps de l'Imperi), i la no sobirana, landgraves de Fürstenberg-Weitra.
El 1762 la línia sobirana es va dividir en dos branques, la dels comtes de Fürstenberg-Fürstenberg i la del comtes de Fürstenberg-Pürglitz. La primera es va extingir el 1804 i va passar a la segona, que fou mediatitzada el 1806 i els seus territoris inclosos a Baviera i Wuttemberg.
Els dominis del comtat de Fürstenberg incloïen el comtat de Heiligenberg (al nord del Llac Constança), els landgraviats de Stihlingen i Baar, i les senyories de Jungnau, Trochtelfingen, Hausen i Moskirch o Motzkirch, amb territori discontinu.